# Lista de filmes perdidos

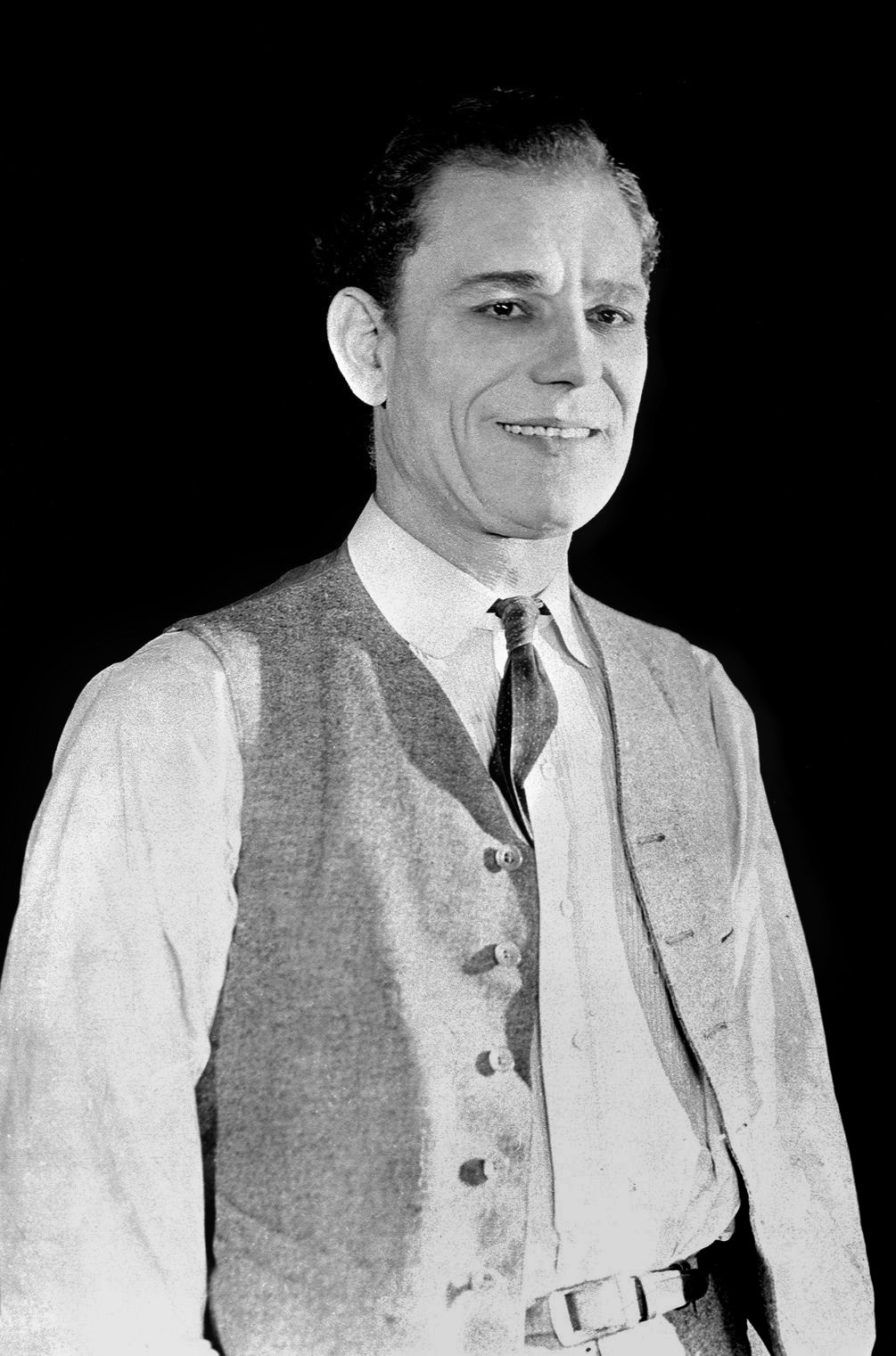
Lon Chaney apareceu em inúmeros filmes que agora estão perdidos. Esta imagem é de The Miracle Man (1919), um filme perdido famoso e muito procurado.

Esta é uma lista de filmes perdidos. Um filme perdido é definido como um filme no qual nenhuma parte tenha sobrevivido.
Filmes podem ser perdidos por inúmeras razões. Um dos grandes fatores era o uso comum de filmes de nitrato até o começo dos anos 1950. Este tipo de filme é altamente inflamável e houve diversos incêndios devastatores, tais como o incêndio da Fox em 1937, o da MGM em 1967 e o da Universal Pictures em 1924. Cópias de filmes em preto e branco julgadas, às vezes, inúteis, eram incineradas para salvar o valor das escassas partículas de prata encontradas em suas emulsões. Filmes também tem desaparecido quando companhias produtoras vão à falência. Ocasionalmente, um estúdio refaria o filme e destruiria a versão anterior. Filmes mudos em particular eram vistos como não tendo mais valor comercial e eram simplesmente jogados fora para ter mais espaço de armazenamento.
Esta é necessariamente uma lista incompleta. A fundação de Martin Scorsese, The Film Foundation afirma que "metade de todos os filmes americanos feitos antes de 1950 e mais de 90% dos filmes feitos antes de 1929 estão perdidos para sempre." O museu Deutsche Kinemathek estima que de 80-90% dos filmes mudos se foram; os próprios arquivos do museu listam mais de 3500 filmes perdidos. Um estudo da Biblioteca do Congresso afirma que 75% de todos os filmes mudos estão perdidos. Enquanto alguns questionam se a quantidade chega a esta porcentagem tão alta, é impraticável enumerá-los.

## Filmes mudos

### 1880
| Ano  | Filme                                                                         | Diretor               | Elenco                | Notas | Ref   |
| ---- | ----------------------------------------------------------------------------- | --------------------- | --------------------- | --- | ----- |
| 1889 | Leisurely Pedestrians, Open Topped Buses and Hansom Cabs with Trotting Horses | William Friese-Greene | William Friese-Greene | Curta-metragem britânico nunca exibido. Foi reivindicado como sendo o primeiro filme da história, até a descoberta das filmagens mais antigas de Louis Le Prince | [ 8 ] |
| 1889 | Hyde Park Corner                                                              | William Friese-Greene | William Friese-Greene | Curta-metragem de William Friese-Greene, usando sua câmera cronofotográfica                                                                                      | [ 9 ] |

### 1890
| Ano  | Filme                                            | Diretor                              | Elenco                    | Notas | Ref                 |
| ---- | ------------------------------------------------ | ------------------------------------ | ------------------------- | --- | ------------------- |
| 1890 | Traffic in King's Road, Chelsea                  | William Friese-Greene                | Desconhecido              | Mostra o tráfego em King's Road, Chelsea, Londres | [ 10 ]              |
| 1891 | Duncan Smoking                                   | William K.L. Dickson                 | Desconhecido              | Primeira parte da chamada Trilogia Duncan | [ 11 ]              |
| 1891 | Monkey and Another, Boxing                       | William K.L. Dickson e William Heise | Desconhecido              | Curta-metragem experimental realizada pelo Edison Studios, de Thomas Edison                                                                                | [carece de fontes?] |
| 1892 | Boxing                                           | William K.L. Dickson                 | Desconhecido              | Curta-metragem experimental realizado pelo Edison Studios, de Thomas Edison                                                                                | [ 12 ]              |
| 1892 | Le Clown et ses Chiens                           | Charles-Émile Reynaud                | Desconhecido              | Animação francêsa de curta-metragem | [ 13 ]              |
| 1892 | Le prince de Galles                              | Louis Lumière                        | Desconhecido              | Documentário francês de curta-metragem | [ 14 ]              |
| 1892 | Man on Parallel Bars                             | William K.L. Dickson                 | Desconhecido              | Curta-metragem experimental realizado pelo Edison Studios, de Thomas Edison                                                                                |                     |
| 1892 | Pauvre Pierrot                                   | Charles-Émile Reynaud                | Desconhecido              | Animação francesa de curta-metragem | [ 13 ]              |
| 1892 | Un bon bock                                      | Charles-Émile Reynaud                | Desconhecido              | Animação francesa de curta-metragem | [ 13 ]              |
| 1892 | Wrestling                                        | William K.L. Dickson                 | Desconhecido              | Curta-metragem experimental realizado pelo Edison Studios, de Thomas Edison                                                                                | [ 15 ]              |
| 1893 | Horse Shoeing                                    | William K.L. Dickson                 | William K.L. Dickson      | Documentário em curta-metragem realizado pelo Edison Studios, de Thomas Edison. Foi um dos primeiros filmes a ser exibido comercialmente no mundo, em 1894 | [ 16 ]              |
| 1894 | Chinese Opium Den                                | William K.L. Dickson                 | Desconhecido              | Curta-metragem realizado pelo Edison Studios, de Thomas Edison. Acredita-se que seja o primeiro filme a retratar o uso de drogas                           | [ 17 ]              |
| 1894 | Cock Fight                                       | William K.L. Dickson                 | Desconhecido              | Curta-metragem realizado pelo Edison Studios, de Thomas Edison, retratando uma luta de galos. Foi refeito no mesmo ano, resultando em Cock Fight, No. 2    |                     |
| 1896 | Annabelle in Flag Dance                          | Desconhecido                         | Desconhecido              | Curta-metragem do Edison Studios | [ 18 ]              |
| 1896 | Arrivée d'un train gare de Vincennes             | Georges Méliès                       | Desconhecido              | Um documentário francês de curta-metragem. |                     |
| 1896 | L'Arroseur (aka Watering the Flowers)            | Georges Méliès                       | Desconhecido              | Uma comédia de curta-metragem. |                     |
| 1896 | Barque sortant du port de Trouville              | Georges Méliès                       | Desconhecido              | |                     |
| 1896 | Bateau-mouche sur la Seine                       | Georges Méliès                       | Desconhecido              | |                     |
| 1896 | Bébé et fillettes                                | Georges Méliès                       | Desconhecido              | Um documentário de curta-metragem. |                     |
| 1896 | Les Blanchisseuses                               | Georges Méliès                       | Desconhecido              | Um documentário de curta-metragem. |                     |
| 1896 | Bois de Boulogne (Porte de Madrid)               | Georges Méliès                       | Desconhecido              | Um documentário de curta-metragem. |                     |
| 1896 | Bois de Boulogne (Touring Club)                  | Georges Méliès                       | Desconhecido              | Um documentário de curta-metragem. |                     |
| 1896 | Boulevard des Italiens                           | Georges Méliès                       | Desconhecido              | Um documentário de curta-metragem. |                     |
| 1896 | Campement de bohémiens (The Bohemian Encampment) | Georges Méliès                       | Desconhecido              | Um documentário de curta-metragem. |                     |
| 1896 | Les chevaux de bois                              | Georges Méliès                       | Desconhecido              | |                     |
| 1896 | Le chiffonnier                                   | Georges Méliès                       | Desconhecido              | |                     |
| 1896 | Couronnement de la rosière                       | Georges Méliès                       | Desconhecido              | |                     |
| 1896 | Déchargement de bateaux                          | Georges Méliès                       | Desconhecido              | |                     |
| 1896 | Jardinier brûlant des herbes                     | Georges Méliès                       | Desconhecido              | |                     |
| 1896 | Jetée et Plage de Trouville, 1st and 2nd parts   | Georges Méliès                       | Desconhecido              | |                     |
| 1896 | Jour de marché à Trouville                       | Georges Méliès                       | Desconhecido              | |                     |
| 1896 | Gestoorde hengelaar                              | M.H. Laddé                           | Desconhecido              | O primeiro filme de ficção holandês. | [ 19 ]              |
| 1896 | Spelende kinderen                                | M.H. Laddé                           | Desconhecido              | | [ 20 ]              |
| 1896 | Zwemplaats voor Jongelingen te Amsterdam         | M.H. Laddé                           | Desconhecido              | | [ 21 ]              |
| 1899 | The Jeffries–Sharkey Contest                     | William Brady, Tom O'Rourke          | Jim Jeffries, Tom Sharkey | Filme da Biograph Company sobre o campeonato de pesos-pesado, 135 minutos de duração, primeiro filme rodado com luz artificial.                            | [ 22 ]              |

### 1900
| Ano  | Filme                                | Diretor                    | Elenco                                                        | Notas | Ref    |
| ---- | ------------------------------------ | -------------------------- | ------------------------------------------------------------- | --- | ------ |
| 1900 | Solser en Hesse                      | M.H. Laddé                 | Desconhecido                                                  | Primeiro filme com este título, apresentando os comediantes holandeses Lion Solser e Piet Hesse.                                                                                                  | [ 23 ] |
| 1903 | Hiawatha, the Messiah of the Ojibway | Joe Rosenthal              | Desconhecido                                                  | Acredita-se ser o primeiro filme de ficção canadense. | [ 24 ] |
| 1906 | Solser en Hesse                      | M.H. Laddé                 | Desconhecido                                                  | Segundo filme com este título, apresentando os comediantes holandeses Lion Solser e Piet Hesse.                                                                                                   | [ 25 ] |
| 1907 | Salaviinanpolttajat                  | Louis Sparre Teuvo Puro    | Teppo Raikas Teuvo Puro Jussi Snellman Eero Kilpi Axel Rautio | O primeiro filme de ficção finlandês. Algumas fontes também o consideram ser o primeiro filme de ficção russo, pois a Finlândia era parte do Império Russo até 1917.                              | [ 26 ] |
| 1908 | The Fairylogue and Radio-Plays       | Francis Boggs, Otis Turner | L. Frank Baum                                                 | Primeira adaptação de The Wonderful Wizard of Oz e muitas de suas sequências. Mostrado apenas em apresentações em teatro como parte de apresentação ao vivo, a cópia foi decomposta e descartada. | [ 27 ] |
| 1908 | The Music Master                     | Wallace McCutcheon, Jr.    | D. W. Griffith                                                | A maior parte das primeiras aparições de D. W. Griffith como ator da Biograph Films foi preservada, exceto este título.                                                                           |        |

## Filmes sonoros
De 1929 em diante, filmes listados são sonoros, a menos que seja indicado.

### 1920
| Ano  | Filme                            | Diretor            | Elenco                                                   | Notas | Ref    |
| ---- | -------------------------------- | ------------------ | -------------------------------------------------------- | --- | ------ |
| 1928 | Alias Jimmy Valentine            | Jack Conway        | William Haines, Lionel Barrymore                         | Este filme parcialmente falado foi o primeiro filme da MGM com sequências com diálogos sincronizados. Foi também lançado como filme mudo, que também foi perdido. |        |
| 1928 | 4 Devils                         | F.W. Murnau        | Janet Gaynor                                             | A cópia da Fox Studios foi, alegadamente, emprestada pela atriz Mary Duncan, que teve um papel coadjduvante no filme, mas seu paradeiro agora é desconhecido.     |        |
| 1928 | Heart Trouble                    | Harry Langdon      | Harry Langdon                                            | Último filme mudo de Langdon que recebeu pouca promoção nos Estados Unidos com menos de 100 cópias feitas. Há apresentações reportadas na Austrália em 1931.      | [ 28 ] |
| 1928 | The Home Towners                 | Bryan Foy          | Doris Kenyon, Richard Bennett                            | Terceiro filme falado da Warner Bros.. | [ 29 ] |
| 1928 | The Melody of Love               | Arch Heath         | Walter Pidgeon, Mildred Harris                           | Todo falado. Primeiro filme da Universal com som. | [ 29 ] |
| 1928 | My Man                           | Archie Mayo        | Fanny Brice, Guinn Williams                              | Parcialmente falado lançado pela Warner Bros. | [ 29 ] |
| 1928 | On Trial                         | Archie Mayo        | Pauline Frederick, Lois Wilson, Bert Lytell              | Quarto filme da Warner Bros. todo falado. | [ 29 ] |
| 1928 | Tenderloin                       | Michael Curtiz     | Dolores Costello, Conrad Nagel                           | Segundo filme a ter sequências com diálogos sincronizados, Parcialmente falado.                                                                                   | [ 29 ] |
| 1928 | Women They Talk About            | Lloyd Bacon        | Irene Rich                                               | Parcialmente falado lançado pela Warner Bros. | [ 29 ] |
| 1929 | The Argyle Case                  | Howard Bretherton  | Thomas Meighan, H. B. Warner, Lila Lee, Gladys Brockwell | Veterano do cinema mudo, Brockwell, morreu em acidente de trânsito logo após fazer este filme.                                                                    |        |
| 1929 | The Aviator                      | Roy Del Ruth       | Edward Everett Horton, Patsy Ruth Miller                 | |        |
| 1929 | The Awful Truth                  | Marshall Neilan    | Ina Claire                                               | |        |
| 1929 | Blaze o' Glory                   | George Crone       | Eddie Dowling, Betty Compson                             | |        |
| 1929 | College Love                     | Nat Ross           | George J. Lewis, Eddie Phillips                          | | [ 29 ] |
| 1929 | Dark Streets                     | Frank Lloyd        | Jack Mulhall, Lila Lee                                   | O personagem de Jack Mulhall é a primeira tentativa de um papel duplo após dupla exposição de fotografia em um filme falado.                                      |        |
| 1929 | Evidence                         | John G. Adolfi     | Pauline Frederick, Conway Tearle                         | | [ 31 ] |
| 1929 | Fancy Baggage                    | John G. Adolfi     | Audrey Ferris, Myrna Loy                                 | Parcialmente falado lançado pela Warner Bros. |        |
| 1929 | Footlights and Fools             | William A. Seiter  | Colleen Moore                                            | Parcialmente Technicolor. | [ 29 ] |
| 1929 | The Forward Pass                 | Edward F. Cline    | Douglas Fairbanks Jr., Loretta Young                     | | [ 29 ] |
| 1929 | Fox Movietone Follies of 1929    | David Butler       | John Breeden, Lola Lane                                  | Sequências coloridas. | [ 32 ] |
| 1929 | Frozen Justice                   | Allan Dwan         | Lenore Ulric                                             | |        |
| 1929 | The Gamblers                     | Michael Curtiz     | H. B. Warner, Lois Wilson                                | |        |
| 1929 | Her Private Life                 | Alexander Korda    | Billie Dove, Walter Pidgeon                              | |        |
| 1929 | Hearts in Exile                  | Michael Curtiz     | Dolores Costello, Grant Withers                          | |        |
| 1929 | Honky Tonk                       | Lloyd Bacon        | Sophie Tucker, Lila Lee                                  | Este foi o filme de estreia de Tucker. A trilha-sonora completa sobreviveu.                                                                                       | [ 29 ] |
| 1929 | The Hottentot                    | Roy Del Ruth       | Edward Everett Horton, Patsy Ruth Miller                 | |        |
| 1929 | Is Everybody Happy?              | Archie Mayo        | Ted Lewis, Ann Pennington                                | | [ 29 ] |
| 1929 | Jealousy                         | Jean de Limur      | Jeanne Eagels, Fredric March                             | | [ 33 ] |
| 1929 | Little Johnny Jones              | Mervyn LeRoy       | Edward Buzzell, Alice Day                                | | [ 29 ] |
| 1929 | Love, Live and Laugh             | William K. Howard  | George Jessel, Lila Lee                                  | | [ 29 ] |
| 1929 | The Love Racket                  | William A. Seiter  | Dorothy Mackaill, Sidney Blackmer                        | |        |
| 1929 | Lucky in Love                    | Kenneth S. Webb    | Morton Downey, Betty Lawford                             | Todo falado. | [ 29 ] |
| 1929 | Madonna of Avenue A              | Michael Curtiz     | Dolores Costello, Grant Withers                          | | [ 34 ] |
| 1929 | Melody Lane                      | Robert F. Hill     | Eddie Leonard, Josephine Dunn                            | Primeiro filme 100% falado e musical da Universal. | [ 29 ] |
| 1929 | A Most Immoral Lady              | John Griffith Wray | Walter Pidgeon, Leatrice Joy                             | 8 discos sonoros sobreviveram na UCLA. Elementos visuais parecem não ter sobrevivido.                                                                             |        |
| 1929 | The Painted Angel                | Millard Webb       | Billie Dove, Edmund Lowe                                 | | [ 29 ] |
| 1929 | Paris                            | Clarence G. Badger | Irene Bordoni, Jack Buchanan                             | Sequências em Technicolor. | [ 29 ] |
| 1929 | Queen of the Night Clubs         | Bryan Foy          | Texas Guinan, Lila Lee                                   | | [ 29 ] |
| 1929 | Red Hot Rhythm                   | Leo McCarey        | Alan Hale, Kathryn Crawford                              | Sequências coloridas. | [ 29 ] |
| 1929 | The Sacred Flame                 | Archie Mayo        | Pauline Frederick, Conrad Nagel                          | | [ 35 ] |
| 1929 | Skin Deep                        | Ray Enright        | Monte Blue, Betty Compson                                | |        |
| 1929 | Smiling Irish Eyes               | William A. Seiter  | Colleen Moore                                            | Parcialmente Technicolor. | [ 29 ] |
| 1929 | A Song of Kentucky               | Lewis Seiler       | Lois Moran, Joseph Wagstaff                              | | [ 29 ] |
| 1929 | South Sea Rose                   | Allan Dwan         | Lenore Ulric, Charles Bickford                           | |        |
| 1929 | Speakeasy                        | Benjamin Stoloff   | Paul Page, Lola Lane                                     | |        |
| 1929 | Stark Mad                        | Lloyd Bacon        | Louise Fazenda, H. B. Warner                             | Lançado em versões muda e sonora. Ambas estão perdidas. |        |
| 1929 | The Time, the Place and the Girl | Howard Bretherton  | Grant Withers, Betty Compson                             | |        |

### 1930
| Ano  | Filme                         | Diretor                            | Elenco                                                     | Notas | Ref           |
| ---- | ----------------------------- | ---------------------------------- | ---------------------------------------------------------- | --- | ------------- |
| 1930 | An Elastic Affair             | Alfred Hitchcock                   | Desconhecido                                               | Curta-metragem feito por Hitchcock para uma cerimônia de premiação no London Palladium em janeiro de 1930. | [ 36 ]        |
| 1930 | The Big Party                 | John G. Blystone                   | Sue Carol, Dixie Lee                                       | | [ 29 ]        |
| 1930 | Bride of the Regiment         | John Francis Dillon                | Vivienne Segal, Walter Pidgeon                             | Drama musical todo em Technicolor, apenas a trilha-sonora sobreviveu em disco Vitaphone. | [ 29 ]        |
| 1930 | Cameo Kirby                   | Irving Cummings                    | J. Harold Murray, Norma Terris                             | | [ 29 ]        |
| 1930 | The Cave of the Silken Web II | Dan Duyu                           | Yin Mingzhu                                                | Filme mudo. Filme chinês. Título original: 续盘丝洞. Sequência do filme de 1927 The Cave of the Silken Web (ele próprio dado como perdido mas redescoberto em 2013). |               |
| 1930 | College Lovers                | John G. Adolfi                     | Marion Nixon, Jack Whiting                                 | Comédia musical. | [ 29 ]        |
| 1930 | Fellers                       | Austin Fay, Arthur Higgins         | Arthur Tauchert, Les Coney                                 | Comédia australiana. | [ 37 ]        |
| 1930 | Hold Everything               | Roy Del Ruth                       | Winnie Lightner, Joe E. Brown                              | Comédia musical toda em Technicolor. A trilha-sonora completa existe em discos Vitaphone. | [ 29 ]        |
| 1930 | Kismet                        | John Francis Dillon                | Otis Skinner, Loretta Young                                | Drama de costumes feito nos primórdios do processo de telas panorâmicas conhecido como Vitascope. A trilha-sonora completa existe em discos Vitaphone. | [ 38 ]        |
| 1930 | Let's Go Places               | Frank R. Strayer                   | Frank Richardson, Dixie Lee                                | | [ 29 ]        |
| 1930 | Lilies of the Field           | Alexander Korda                    | Corinne Griffith, Ralph Forbes                             | | [ 29 ]        |
| 1930 | Lord Richard in the Pantry    | Walter Forde                       | Richard Cooper, Dorothy Seacombe                           | Incluso na lista British Film Institute's "75 Most Wanted" de filmes britânicos desaparecidos. | [ 39 ]        |
| 1930 | One Mad Kiss                  | Marcel Silver                      | José Mojica, Antonio Moreno                                | | [ 29 ]        |
| 1930 | No, No, Nanette               | Clarence G. Badger                 | Bernice Claire, Alexander Gray                             | Comédia musical parcialmente em Technicolor. A trilha-sonora ainda existe assim como o trailer. | [ 29 ] [ 40 ] |
| 1930 | Song of the Flame             | Alan Crosland                      | Bernice Claire, Noah Beery                                 | Drama musical todo em Technicolor, o primeiro filme em tela panorâmica e vencedor do Óscar de melhor som. Alguns discos para cinco de nove carretéis ainda existem. | [ 29 ]        |
| 1931 | Alam Ara                      | Ardeshir Irani                     | Master Vithal, Zubeida, Jilloo, Sushila, Prithviraj Kapoor | Primeiro filme sonoro indiano. | [ 41 ]        |
| 1931 | Charlie Chan Carries On       |                                    | Warner Oland, Hamilton MacFadden                           | Uma versão alternativa em espanhol, com elenco diferente ainda exite. | [ 42 ]        |
| 1931 | Deadlock                      | George King                        | Stewart Rome, Marjorie Hume, Warwick Ward                  | Está na lista BFI 75 Most Wanted. | [ 43 ]        |
| 1931 | Fanny Foley Herself           |                                    | Edna May Oliver                                            | Filme colorido fotografado em Technicolor. | [ 29 ]        |
| 1931 | Hobson's Choice               | Thomas Bentley                     | James Harcourt, Viola Lyel, Frank Pettingell               | Está na lista BFI 75 Most Wanted. | [ 44 ]        |
| 1931 | Kalidas                       | H. M. Reddy                        | T. P. Rajalakshmi, P. G. Venkatesan, L. V. Prasad          | Primeiro filme sonoro do estúdio Tamil cinema, bem como do cinema feito no Sul da Índia. | [ 45 ] [ 46 ] |
| 1931 | Peludópolis                   | Quirino Cristiani                  |                                                            | Produção argentina; o primeiro filme animado com som, usando um sistema primitivo de som em disco. | [ 47 ]        |
| 1931 | Two Crowded Hours             | Michael Powell                     | John Longden, Jane Welsh, Jerry Verno                      | Estreia de Powell como diretor. | [ 48 ]        |
| 1931 | Woman Hungry                  | Clarence G. Badger                 | Lila Lee                                                   | Filme todo em cor fotografado em Technicolor. |               |
| 1932 | Charlie Chan's Chance         | John G. Blystone                   | Warner Oland                                               | Sexto filme da série Charlie Chan e o terceiro com Warner Oland. | [ 49 ]        |
| 1932 | Men of Tomorrow               | Zoltan Korda, Leontine Sagan       | Maurice Braddell, Joan Gardner                             | Estreia de Robert Donat. Está na lista BFI 75 Most Wanted. | [ 50 ]        |
| 1932 | The Missing Rembrandt         |                                    | Arthur Wontner                                             | Segundo filme da série Sherlock Holmes. |               |
| 1932 | Tonendes ABC                  | László Moholy-Nagy                 | Desconhecido                                               | Filme experimental, visto por Norman McLaren nos anos 1930. | [ 51 ]        |
| 1933 | Chikara to Onna no Yo no Naka | Kenzō Masaoka                      | Desconhecido                                               | Primeiro anime sonoro. |               |
| 1933 | Convention City               | Archie Mayo                        | Joan Blondell Dick Powell Adolphe Menjou Mary Astor        | Filme da era pre-Code produzido pela First National–Warner Bros. | [ 29 ]        |
| 1933 | Night in the City             | Fei Mu                             | Ruan Lingyu Jin Yan                                        | Estreia de Fei Mu, um dos maiores diretores do cinema chinês. |               |
| 1933 | Two Minutes Silence           | Paulette McDonagh                  | Frank Bradley, Campbell Copelin, Marie Lorraine            | Primeiro filme australiano anti-guerra. | [ 37 ]        |
| 1933 | Wasei Kingu Kongu             | Torajiro Saito                     | Isamu Yamaguchi                                            | Curta japonês baseado em King Kong, e o primeiro filme Kaiju, precedendo Godzilla em 21 anos. | [ 52 ]        |
| 1934 | Murder at Monte Carlo         |                                    | Errol Flynn                                                | Estreia de Flynn no Reino Unido. | [ 53 ]        |
| 1934 | Daibutsu Kaikoku              | Yoshiro Edamasa                    | Desconhecido                                               | O último filme de Yoshiro Edamasa. O filme foi provavelmente destruído durante a Segunda Guerra Mundial. Só existe algumas imagens tiradas de uma revista. Em 2018, houve um remake | [ 54 ]        |
| 1934 | Ragazzo                       | Ivo Perilli                        | Costantino Frasca, Isa Pola, Osvaldo Valenti               | A exibição foi banida pelas autoridades fascistas antes da estreia e subsequentemente armazenado no Centro Sperimentale di Cinematografia. Durante a retirada alemã em 1944 o centro foi saqueado e incendiado. | [ 55 ] [ 56 ] |
| 1934 | The Scarab Murder Case        |                                    | Wilfrid Hyde-White                                         | Filme do personagem Philo Vance. | [ 57 ]        |
| 1935 | The Magic Shoes               |                                    | Peter Finch                                                | Completado mas nunca lançado. | [ 37 ]        |
| 1936 | The Oregon Trail              | Scott Pembroke                     | John Wayne                                                 | Filme perdido mas em 2013 trechos foram encontrados. | [ 58 ]        |
| 1936 | The Adventures of Pinocchio   | Raoul Verdini, Umberto Spano       |                                                            | Era para ter sido o primeiro filme de animação italiano, mas agora é considerado perdido. Apenas o roteiro original e algumas imagens são o que restou do filme. | [ 59 ]        |
| 1937 | Terang Boelan                 | Albert Balink                      | Rd. Mochtar, Roekiah                                       | Filme romântico das Índias Orientais Holandesas; O maior sucesso comercial da colônia. | [ 60 ]        |
| 1938 | King Kong Appears in Edo      | Sōya Kumagai                       | Eizaburo Matsumoto                                         | Filme kaiju (monstro gigante) japonês que precedeu Godzilla em 16 anos. Foi perdido provavelmente durante a Segunda Guerra Mundial. | [ 61 ]        |
| 1938 | Nad Niemnem                   | Wanda Jakubowska e Karol Szolowski | Desconhecido                                               | O regime nazista gostava dos valores artísticos do filme mas não poderia permitir a exibição de um filme tão firmemente enraizado na história da Polônia. Foi dublado e reeditado, o mudando para pró propaganda alemã. Stefan Dekierowski informou que ao serviço secreto polônes que as três cópias remanescentes (de um total de 5) foram escondidas no inverno de 1939; acredita-se que o filme esteja perdido. |               |
| 1939 | The Good Old Days             | Roy William Neill                  | Max Miller, Hal Walters, Kathleen Gibson                   | Está na lista BFI 75 Most Wanted. | [ 62 ]        |
| 1939 | Secreto de confesión          |                                    | Desconhecido                                               | Foi perdido durante o bombardeio de Manila durante a Segunda Guerra Mundial. |               |

### 1940
| Ano  | Filme                            | Diretor                      | Elenco                                                               | Notas | Ref    |
| ---- | -------------------------------- | ---------------------------- | -------------------------------------------------------------------- | --- | ------ |
| 1940 | Harta Berdarah                   | R Hu, Rd Ariffien            | Zonder, Soelastri                                                    | Filme de ação da Indonésia. Apresentado, ao menos, até julho de 1944. | [ 63 ] |
| 1940 | Kedok Ketawa                     | Jo An Djan                   | Fatimah, Basoeki Resobowo, Oedjang                                   | Primeira produção da Union Films. Apresentado, ao menos, até agosto de 1944. | [ 63 ] |
| 1941 | Asmara Moerni                    | Rd Ariffien                  | Adnan Kapau Gani, Djoewariah, S. Joesoef                             | Filme romântico da Indonésia. Apresentado, ao menos, até novembro de 1945. | [ 63 ] |
| 1941 | Bajar dengan Djiwa               | R Hu                         | A Bakar, Djoewariah, O Parma, Oedjang, RS Fatimah, Soelastri, Zonder | Filme dramático da Indonésia. Apresentado, ao menos, até outubro de 1943. | [ 63 ] |
| 1941 | Soeara Berbisa                   | R Hu                         | Raden Soekarno, Ratna Djoewita, Oedjang, Soehaena                    | Apresentado, ao menos, até fevereiro de 1949, mais longo do que qualquer outro filme da Union Films e o único filme da Union conhecido por ter sido apresentado no pós-Segunda Guerra.                                 | [ 63 ] |
| 1941 | This Man Is Dangerous            | Lawrence Huntington          | James Mason                                                          | Embora tenha-se dito que foi mostrado na televisão britânica até 1987, acredita-se que o filme esteja perdido é foi incluído na lista "75 Most Wanted", de filmes britânicos perdidos.                                 | [ 64 ] |
| 1941 | Wanita dan Satria                | Rd Ariffien                  | Djoewariah, Ratna Djoewita, Hidajat, Z. Algadrie, Moesa              | | [ 63 ] |
| 1942 | Brother Martin: Servant of Jesus | Spencer Williams             | Desconhecido                                                         | |        |
| 1942 | Cóndor Capuchita                 | Carlos Trupp, Jorge Escudero | Desconhecido                                                         | Filme chileno. Aparentemente, em 1982, após a morte de Carlos Trupp nos Estados Unidos, seus herdeiros teriam achado o filme e procuraram por financiadores de sua restauração em 2001, mas nada é sabido desde então. | [ 65 ] |
| 1942 | Mega Mendoeng                    | Boen Kim Nam                 | Raden Soekarno, Oedjang, Boen Sofiati, Soehaena                      | Produção final da Union Films antes de ser fechado ante a iminente ocupação japonesa. | [ 63 ] |
| 1943 | Squadron Leader X                | Lance Comfort                | Eric Portman, Ann Dvorak                                             | Um dos filmes na lista BFI 75 Most Wanted de filmes perdidos. | [ 66 ] |
| 1944 | Red Sky at Morning               | Hartney Arthur               | Peter Finch, John Alden                                              | | [ 37 ] |
| 1945 | Flight from Folly                | Herbert Mason                | Patricia Kirkwood, Hugh Sinclair                                     | Estreia na tela do ator teatral Kirkwood. Está na lista BFI 75 Most Wanted. | [ 67 ] |
| 1945 | For You Alone                    | Geoffrey Faithfull           | Lesley Brook, Dinah Sheridan, Jimmy Hanley                           | Outro filme na BFI 75 Most Wanted. | [ 68 ] |
| 1946 | Little Iodine                    | Reginald Le Borg             | Hobart Cavanaugh, Irene Ryan                                         | Lançamento atrasado devido ao surto de pólio. | [ 69 ] |
| 1946 | Spree for All                    | Seymour Kneitel              | Desconhecido                                                         | Desenho do estúdio Famous Studios apresentando Snuffy Smith que foi destruído à pedido da King Features Syndicate (proprietária dos personagens).                                                                      | [ 70 ] |
| 1948 | The Betrayal                     | Oscar Micheaux               | Desconhecido                                                         | Produção final do diretor. | [ 71 ] |

### 1950
| Ano  | Filme            | Diretor          | Elenco                                                 | Notas | Ref    |
| ---- | ---------------- | ---------------- | ------------------------------------------------------ | --- | ------ |
| 1952 | Hammer the Toff  | Maclean Rogers   | John Bentley, Patricia Dainton, Valentine Dyall        | Um filme da lista chamada BFI 75 Most Wanted. Alega-se que este filme tenha sido encontrado e será lançado em DVD pela Renown Pictures em março de 2016 juntamente com Mrs Prym of Scotland Yard (1939/40). | [ 73 ] |
| 1952 | Salute the Toff  | Maclean Rogers   | John Bentley, Carol Marsh, Valentine Dyall             | Sequência de Hammer the Toff e também um dos BFI 75 Most Wanted. | [ 74 ] |
| 1953 | Small Town Story | Montgomery Tully | Donald Houston, Susan Shaw, Alan Wheatley, Kent Walton | Outro BFI 75 Most Wanted. | [ 75 ] |

### 1960
| Ano  | Filme                                            | Diretor               | Elenco                                          | Notas | Ref    |
| ---- | ------------------------------------------------ | --------------------- | ----------------------------------------------- | --- | ------ |
| 1960 | Linda                                            | Don Sharp             | Carol White, Alan Rothwell                      | Na lista da BFI 75 Most Wanted. | [ 76 ] |
| 1961 | Cranks at Work                                   | Ken Russell           | Desconhecido                                    | Inglês. Curta em 35mm de Russell sobre o coreógrafo John Cranko. | [ 77 ] |
| 1962 | Bulgasari                                        | Kim Myeong-jae        | Desconhecido                                    | Filme Kaiju sul-coreano. Mais tarde refeito em 1985 como Pulgasari. | [ 78 ] |
| 1962 | Crosstrap                                        | Robert Hartford-Davis | Laurence Payne, Jill Adams, Gary Cockrell       | Na lista da BFI 75 Most Wanted. Filme de estreia de Hartford-Davis; apenas críticas são conhecidas e sobreviveram. | [ 79 ] |
| 1963 | Andy Warhol Films Jack Smith Filming Normal Love | Andy Warhol           | Jack Smith                                      | Este filme caseiro, que deve ter sido o primeiro filme de Warhol, foi apreendido pela polícia de Nova Iorque em março de 1964 e deste então desapareceu. | [ 80 ] |
| 1963 | Farewell Performance                             | Robert Tronson        | David Kernan, Frederick Jaeger, Delphi Lawrence | Na lista da BFI 75 Most Wanted. | [ 81 ] |
| 1967 | Batman Fights Dracula                            | Leody M. Diaz         | Jing Abalos, Dante Rivero                       | Filme não oficial em filipino. Trata-se de uma paródia de Batman feita sem a premissão da DC Comics, proprietária dos direitos autorais do personagem. | [ 82 ] |
| 1967 | Israel: A Right to Live                          | John Schlesinger      | Desconhecido                                    | Diretor Schlesinger filmou esta película para o produtor Harry Saltzman. Alan Rosenthal afirma que "horas de filme foram gravados e editados, mas ninguém gostou do resultado. Israel estava muito triunfante, muito fora de sintonia com o clima que tinha mudado. Teve algumas apresentações e depois passou para o esquecimento." De outro lado, William J. Mann afirma que Schlesinger nunca terminou o documentário, "devido a 'diferenças criativas' com a BBC." Diretor de fotografia Anthony B. Richmond afirmou em 2001 que nunca foi capaz de achar uma cópia do documentário. |        |
| 1968 | Las Noches del Hombre Lobo                       | René Govar            | Paul Naschy                                     | O segundo na série de filmes apresentando o personagem Conde Waldemar Daninsky. Nunca mostrado ao público ou visto por alguém, incluindo Naschy. Alguns suspeitam que trata-se de um embuste. | [ 83 ] |
| 1968 | The Other People                                 | David Hart            | Peter McEnery, Donald Pleasence                 | Nunca lançado. | [ 84 ] |
| 1969 | The Promise                                      | Michael Hayes         | Ian McKellen, John Castle                       | Primeira adaptação conhecida em filme do trabalho do dramaturgo soviético Aleksei Arbuzov e um primeiro papel de McKellen. Está na lista BFI 75 Most Wanted. | [ 85 ] |

### 1970
| Ano  | Filme                               | Diretor               | Elenco                          | Notas | Ref    |
| ---- | ----------------------------------- | --------------------- | ------------------------------- | --- | ------ |
| 1972 | Nobody Ordered Love                 | Robert Hartford-Davis | Ingrid Pitt, Tony Selby         | Acredita-se que todas as cópias conhecidas foram destruídas após a morte do diretor, conforme seu pedido. Atualmente listada na BFI 75 Most Wanted. | [ 86 ] |
| 1974 | HIM                                 | Ed D Louie            | Tava                            | Filme pornográfico sobre a vida de Jesus Cristo, previamente considerada uma brincadeira.                                                           | [ 87 ] |
| 1974 | Spider-Man Versus Kraven the Hunter | Bruce Cardozo         | Joe Ellison, A. Andrew Pastorio | Filme feito por fãs, sendo a primeira aparição dos personagens Homem-Aranha e Kraven, o Caçador nos cinemas.                                        | [ 88 ] |
| 1975 | Levi & Heather                      | Mother Goose          | Desconhecido                    | Filme pornográfico com temática fetichista que estreiou no fim de semana de Ação de Graças de 1975.                                                 | [ 89 ] |
| 1977 | Kissa Kursi Ka                      | Amrit Nahata          | Shabana Azmi, Utpal Dutt        | Filme com temática política feito na Índia. | [ 90 ] |

### 1980
| Ano       | Filme                  | Diretor                                                       | Elenco                                             | Notas | Ref    |
| --------- | ---------------------- | ------------------------------------------------------------- | -------------------------------------------------- | --- | ------ |
| 1982      | Milagro sa Porta Vaga  | Florencio Orbeta                                              | Julie Vega                                         | Filme épico religioso sobre Nossa Senhora de Porta Vaga, um venerado ícone mariano nas Filipinas. Nenhuma cópia conhecida do filme foi encontrada, exceto uma foto isolada. | [ 91 ] |
| 1983      | Roy del espacio        | Hector López Carmona, Rafael Ángel Gil e Ulises Pérez Aguirre | José Chorena, Guillermo Coria, Juan Domingo Méndez | Filme mexicano de ficção científica de animação. Após seu lançamento inicial, nunca foi relançado em mídia doméstica e permanece inacessível, com exceção de algumas fotos. | [ 92 ] |
| 1983/1985 | P.P. The Planetary Pal | Paul Sammon                                                   | Steve Bailey, Nanci Hunter, e Sally Marsh          | O longa-metragem de paródia de E.T. O Extraterrestre, foi totalmente filmado e concluído, mas nunca foi lançado.                                                            |        |
| 1988      | A Cor da Terra         | Norma Bahia Pontes e Ana Porto                                | Desconhecido                                       | | [ 93 ] |

## Trabalhos citados
- Heider, Karl G (1991). Indonesian Cinema: National Culture on Screen. Honolulu: University of Hawaii Press. ISBN 978-0-8248-1367-3